# Neuenegg
Neuenegg é uma comuna da Suíça, no Cantão Berna, com cerca de 4.516 habitantes. Estende-se por uma área de 21,82 km², de densidade populacional de 207 hab/km². Confina com as seguintes comunas: Berna (Bern), Bösingen (FR), Köniz, Laupen, Mühleberg, Ueberstorf (FR), Wünnewil-Flamatt (FR).
A língua oficial nesta comuna é o Alemão.